# 구송도
구 송도는 옥련동의 전부와 동춘동 서부 일부 일대를 가리키는 한국의 지역이다. 송도유원지와 송도역이 있다.